# Soprillo

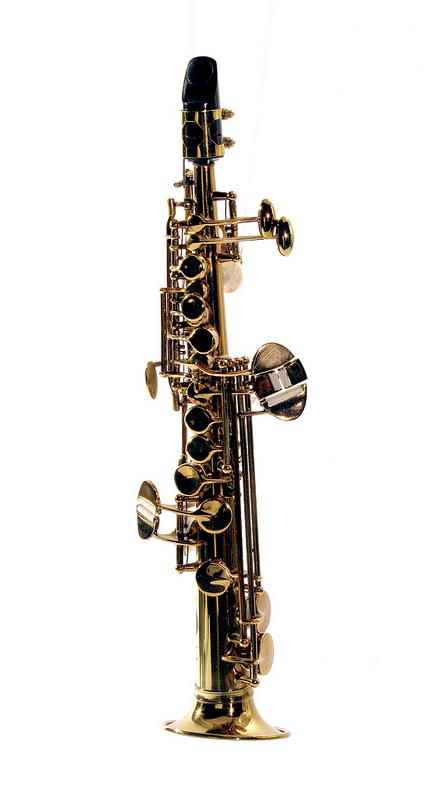
Soprillo

Das Soprillo (auch Sopranissimo-Saxophon) ist die  kleinste reguläre Baugröße des Saxophons.
Das Soprillo ist in B gestimmt und liegt eine Oktave über dem Sopransaxophon. Der Tonumfang ist klingend as1–des4 (d. h. notiert b0–es3).
Da das Instrument nur 30 cm lang ist, wurde die Öffnung der Oktavklappe im Mundstück platziert.
Gespielt wird es mit einem verkürzten Es-Klarinetten-Blatt. Es ist sehr schwierig zu spielen. Insbesondere die höchsten Töne können erst nach Monaten des Übens zustande gebracht werden.
Das Soprillo wird exklusiv von Benedikt Eppelsheim hergestellt.